# مشاع نورزايي (بمبور الغربي)
مشاع نورزایي (بالفارسية: مشاع نورزایی) هي قرية تقع في إيران في قسم بمبور الغربي الريفي.